# Ouadjmès
Ouadjmès est un des fils du pharaon Thoutmôsis Ier.
Il est probable qu'il soit né quelques années avant que son père ne monte sur le trône. Le nom de Ouadjmès est écrit dans un cartouche, ce qui est assez rare pour les princes. 
L'identité de sa mère n'est pas certaine : il peut s'agir de la grande épouse royale Ahmès, ou bien de l'épouse secondaire du roi, Moutnofret. 
Il est donc le frère ou le demi-frère de la reine-pharaon Hatchepsout, de la princesse Néféroubity et des princes Amenmès et Thoutmôsis, futur Thoutmôsis II.
Il est connu par son temple funéraire qui se trouve à Thèbes-ouest, tout près du Ramesséum.